# Bernsburg
Bernsburg ist ein Ortsteil der Gemeinde Antrifttal im mittelhessischen Vogelsbergkreis.

## Ortsgeschichte

### Mittelalter
Der Ortsname Bernhardesburc wird in einem Kopiar 1248/1249 erstmals erwähnt. 1297 wird in einer Urkunde „Bernhardesborch“ genannt.
Dagegen beruht die Namensform „Bernhardesdorph“ auf einem Lesefehler. In einem Salbuch findet sich 1574 ein „Waßer Henn zu Bernspurgk“. Hier wird der Rufname Bernhard, der sich im Ortsnamen findet, in der Kurzform „Bern“ wiedergegeben. Ein kleines Gut ist 1578 erwähnt: „unßer gutgen daselbst vor Bernburgk gelegen.“
Der Ortsname leitet sich von einem festen Haus eines Bernhards ab. Eine Burg ist nicht nachweisbar.
Im späten 14. Jahrhundert gehörte Bernsburg zum Eußergericht. Dieses war ein Kondominium der Landgrafschaft Hessen und der Schenck zu Schweinsberg.

„Eußer Gericht (L. Bez. Kirtorf) Landstrich; enthält die Orte Arnshain, Bernsburg, Erbenhausen, Lehrbach, Obergleen und Wahlen, welche nun zum Bez. Kirtorf gehören. Die Gerichtsbarkeit erster Instanz stehet dem Staate und den Freiherrn von Schenk, Ganerben zu Schweinsberg, gemeinschaftlich zu. Die streitige Gerichtsbarkeit wird zu Homberg auf bestimmte Amtstage von dem Landrichter und dem von Schenkischen Amtsverweser gemeinschaftlich, hingegen die polizeilichen und andere Administrativ-Geschäfte ausschließend von dem Landrath ausgeübt. – Das Nassauische Haus hatte einen Antheil an dem Eußer Gericht erworben, und belehnte nachmals die Schenke von Schweinsberg damit. Die oben genannten Orte gehörten zum Amte Kirtorf. Anderwärts wie in Alsfeld, Romrod etc. wurde das Gericht aus Schöffen der Stadt und der Dörfer zusammengesetzt; da aber Kirtorf ausschließend den Grafen von Ziegenhain gehörte und nachher an die Landgrafen kam, an den obigen Orten aber die Schenke Antheil hatten, so konnte hier ein Gericht in der Art nicht gebildet werden, daher man das Gericht in Kirtorf (inneres Gericht) von dem der Dörfer (äußeres Gericht) unterschied. Auf diese Weise ist die Benennung Eußer Gericht entstanden, welcher Sprachgebrauch sich jedoch in neuern Zeiten ziemlich verloren hatte, und nun durch die letzte Organisation sich ganz verlieren muß.“

### Neuzeit
Die Statistisch-topographisch-historische Beschreibung des Großherzogthums Hessen berichtet 1830 über Bernsburg:

„Bernsburg (L. Bez. Kirtorf) evangel. Pfarrdorf; liegt an der churhessischen Grenze in einem engen Thälchen an der Andreft, 2 St. von Kirtorf, hat 54 Häuser und 360 evangel. Einwohner. Der Ort gehört zum Eußer Patrimonialgericht der Freiherrn von Schenk zu Schweinsberg, und es stehet die Gerichtsbarkeit in erster Instanz dem Staat und der Freiherrl. Familie von Schenk gemeinschaftlich zu. In der Gemarkung lag Watzenrode, wo die Watzenröder Wiesen und auch einige Brunnen sich befinden. Bei Bernsburg liegen auch Haustädter Wiesen, und ein Acker heißt der Haustädter Kirchhof. Der Sage nach war hier ein Städtchen mit Namen Haustadt. Dieser Ort, 1⁄4 St. von Bernsburg gegen Wahlen gelegen, zeigt noch Unebenheiten; auch ist hier noch ein Brunnen, der Glockenbrunnen, der von einer daselbst gefundenen Glocke den Namen haben soll. – Dieses Dorf kommt 1297 unter dem Namen Bernhardesdorph vor. Die Kirche war wohl, da sie in keinem Archidiakonats-Verzeichnisse vorkommt, irgend einem Kloster einverleibt.“

Hessische Gebietsreform (1970–1977)
Im Zuge der Gebietsreform in Hessen schlossen sich zum 31. Dezember 1971 die fünf Gemeinden Bernsburg, Ohmes, Ruhlkirchen, Seibelsdorf und Vockenrod auf freiwilliger Basis zur neuen Großgemeinde Antrifttal zusammen.

### Verwaltungsgeschichte im Überblick
Die folgende Liste zeigt die Staaten und Verwaltungseinheiten, denen Bernsburg angehört(e):
- vor 1567: Heiliges Römisches Reich, Landgrafschaft Hessen
- ab 1567: Heiliges Römisches Reich, Landgrafschaft Hessen-Marburg, Amt Kirtorf (Eußergericht je zur Hälfte den Landgrafen und den Schencken zu Schweinsberg)[14]
- 1604–1648: Heiliges Römisches Reich, strittig zwischen Landgrafschaft Hessen-Darmstadt und Landgrafschaft Hessen-Kassel (Hessenkrieg)
- ab 1604: Heiliges Römisches Reich, Landgrafschaft Hessen-Darmstadt, Oberfürstentum Hessen, Oberamt Alsfeld, Amt Kirtorf (Eußergericht)
- ab 1806: Großherzogtum Hessen,[Anm. 2] Fürstentum Oberhessen, Oberamt Alsfeld, Amt Kirtorf (Eußergericht)[15][16]
- ab 1815: Großherzogtum Hessen, Provinz Oberhessen, Amt Romrod, (Eußergericht)[17]
- ab 1821: Großherzogtum Hessen, Provinz Oberhessen, Landratsbezirk Kirtorf[18][Anm. 3]
- ab 1832: Großherzogtum Hessen, Provinz Oberhessen, Kreis Alsfeld
- ab 1848: Großherzogtum Hessen, Regierungsbezirk Alsfeld
- ab 1852: Großherzogtum Hessen, Provinz Oberhessen, Kreis Alsfeld
- ab 1867: Norddeutscher Bund, Großherzogtum Hessen, Provinz Oberhessen, Kreis Alsfeld
- ab 1871: Deutsches Reich, Großherzogtum Hessen, Provinz Oberhessen, Kreis Alsfeld
- ab 1918: Deutsches Reich, Volksstaat Hessen, Provinz Oberhessen, Kreis Alsfeld
- ab 1938: Deutsches Reich, Volksstaat Hessen, Landkreis Alsfeld[19][Anm. 4]
- ab 1945: Deutsches Reich, Amerikanische Besatzungszone,[Anm. 5] Groß-Hessen, Regierungsbezirk Darmstadt, Kreis Alsfeld
- ab 1946: Deutsches Reich, Amerikanische Besatzungszone, Hessen, Regierungsbezirk Darmstadt, Kreis Alsfeld
- ab 1949: Bundesrepublik Deutschland, Hessen, Regierungsbezirk Darmstadt, Kreis Alsfeld
- ab 1972: Bundesrepublik Deutschland, Hessen, Regierungsbezirk Darmstadt, Vogelsbergkreis, Gemeinde Antrifttal
- ab 1981: Bundesrepublik Deutschland, Hessen, Regierungsbezirk Gießen, Vogelsbergkreis, Gemeinde Antrifttal

### Gerichtszugehörigkeit seit 1803
In der Landgrafschaft Hessen-Darmstadt wurde mit Ausführungsverordnung vom 9. Dezember 1803 das Gerichtswesen neu organisiert. Für die Provinz Oberhessen wurde das Hofgericht Gießen als Gericht der zweiten Instanz eingerichtet. Die Rechtsprechung der ersten Instanz wurde durch die Ämter bzw. Standesherren vorgenommen und somit war für Bernsburg das Eußergericht zuständig.
Das Hofgericht war für normale bürgerliche Streitsachen Gericht der zweiten Instanz, für standesherrliche Familienrechtssachen und Kriminalfälle die erste Instanz. Übergeordnet war das Oberappellationsgericht Darmstadt.
Mit der Gründung des Großherzogtums Hessen 1806 wurde diese Funktion beibehalten, während die Aufgaben der ersten Instanz 1821 im Rahmen der Trennung von Rechtsprechung und Verwaltung auf die neu geschaffenen Landgerichte übergingen. „Landgericht Homberg an der Ohm“ war daher von 1821 bis 1879 die Bezeichnung für das erstinstanzliche Gericht in Homberg an der Ohm, das für Bernsburg zuständig war. Die Freiherrn Schenck zu Schweinsberg verzichteten am 13. März 1822 auf ihre Polizei- und anderen administrativen Rechte zugunsten der Landesbehörden. Im Landgericht Homberg wurden die Rechtsprechung weiter gemeinschaftlich ausgeübt.
Erst infolge der Märzrevolution 1848 wurden mit dem „Gesetz über die Verhältnisse der Standesherren und adeligen Gerichtsherren“ vom 15. April 1848 die standesherrlichen Sonderrechte endgültig aufgehoben. Anlässlich der Einführung des Gerichtsverfassungsgesetzes mit Wirkung vom 1. Oktober 1879, infolge derer die bisherigen großherzoglich hessischen Landgerichte durch Amtsgerichte an gleicher Stelle ersetzt wurden, während die neu geschaffenen Landgerichte nun als Obergerichte fungierten, kam es zur Umbenennung in „Amtsgericht Homberg an der Ohm“ und Zuteilung zum Bezirk des Landgerichts Gießen. Gleichzeitig wurde Bernsburg dem Bereich des Amtsgerichts Alsfeld zugeordnet.
In der Bundesrepublik Deutschland sind die übergeordneten Instanzen das Landgericht Gießen, das Oberlandesgericht Frankfurt am Main sowie der Bundesgerichtshof als letzte Instanz.

## Bevölkerung

### Einwohnerentwicklung
| • 1791: | 242 Einwohner            |
| • 1800: | 246 Einwohner            |
| • 1806: | 276 Einwohner, 50 Häuser |
| • 1829: | 360 Einwohner, 54 Häuser |
| • 1867: | 332 Einwohner, 56 Häuser |

| Bernsburg: Einwohnerzahlen von 1791 bis 2014 | Bernsburg: Einwohnerzahlen von 1791 bis 2014 | Bernsburg: Einwohnerzahlen von 1791 bis 2014 | Bernsburg: Einwohnerzahlen von 1791 bis 2014 | Bernsburg: Einwohnerzahlen von 1791 bis 2014 |
| --- | -------------------------------------------- | -------------------------------------------- | -------------------------------------------- | -------------------------------------------- |
| Jahr |                                              |                                              |                                              | Einwohner                                    |
| 1791 | 1791                                         |                                              | 242                                          | 242                                          |
| 1800 | 1800                                         |                                              | 246                                          | 246                                          |
| 1806 | 1806                                         |                                              | 276                                          | 276                                          |
| 1829 | 1829                                         |                                              | 360                                          | 360                                          |
| 1834 | 1834                                         |                                              | 369                                          | 369                                          |
| 1840 | 1840                                         |                                              | 398                                          | 398                                          |
| 1846 | 1846                                         |                                              | 382                                          | 382                                          |
| 1852 | 1852                                         |                                              | 342                                          | 342                                          |
| 1858 | 1858                                         |                                              | 319                                          | 319                                          |
| 1864 | 1864                                         |                                              | 343                                          | 343                                          |
| 1871 | 1871                                         |                                              | 309                                          | 309                                          |
| 1875 | 1875                                         |                                              | 296                                          | 296                                          |
| 1885 | 1885                                         |                                              | 284                                          | 284                                          |
| 1895 | 1895                                         |                                              | 294                                          | 294                                          |
| 1905 | 1905                                         |                                              | 295                                          | 295                                          |
| 1910 | 1910                                         |                                              | 303                                          | 303                                          |
| 1925 | 1925                                         |                                              | 296                                          | 296                                          |
| 1939 | 1939                                         |                                              | 300                                          | 300                                          |
| 1946 | 1946                                         |                                              | 459                                          | 459                                          |
| 1950 | 1950                                         |                                              | 449                                          | 449                                          |
| 1956 | 1956                                         |                                              | 321                                          | 321                                          |
| 1961 | 1961                                         |                                              | 305                                          | 305                                          |
| 1967 | 1967                                         |                                              | 295                                          | 295                                          |
| 1970 | 1970                                         |                                              | 289                                          | 289                                          |
| 1980 | 1980                                         |                                              | ?                                            | ?                                            |
| 1990 | 1990                                         |                                              | ?                                            | ?                                            |
| 2000 | 2000                                         |                                              | ?                                            | ?                                            |
| 2008 | 2008                                         |                                              | 329                                          | 329                                          |
| 2011 | 2011                                         |                                              | 312                                          | 312                                          |
| 2014 | 2014                                         |                                              | 278                                          | 278                                          |
| Datenquelle: Historisches Gemeindeverzeichnis für Hessen: Die Bevölkerung der Gemeinden 1834 bis 1967. Wiesbaden: Hessisches Statistisches Landesamt, 1968. Weitere Quellen: ; Zensus 2011 |                                              |                                              |                                              |                                              |

### Historische Religionszugehörigkeit
| • 1829: | 360 evangelische (= 100 %) Einwohner                              |
| • 1961: | 281 evangelische (= 92,13 %), 22 katholische (= 7,21 %) Einwohner |

## Sehenswertes
Sehenswert ist die denkmalgeschützte Evangelische Kirche.